# Mohamed Lemine Ould Guig
Mohamed Lemine Ould Guig (arabisch محمد الأمين ولد أكيك, DMG Muḥammad al-Amīn walad Akīk; * 1. Juli 1959 in Oualata) ist ein mauretanischer Politiker. In den 1990er Jahren war er als Rechtsprofessor an der University of Nouakchott tätig. Er bekleidete ab dem 18. Dezember 1997 das Amt des Premierministers. Am 16. November 1998 enthob ihn der damalige Präsident Maaouya Ould Sid’Ahmed Taya des Amtes. Mohamed Lemine Ould Guig war nie Mitglied einer politischen Partei.